# ロッシュ・カイマン
ロッシュ・カイマン（英語: Roche Caiman、フランス語: Roche Caïman、セーシェル・クレオール語: Ros Kaiman）は、セーシェルの地区のひとつ。隣接するレス・マメール地区と同様に、1988年に埋め立て地とプレザンス地区の一部から創設された。

## 隣接行政区画
- カスカード
- レス・マメール
- プレザンス